# Torre de Vale de Todos
Torre de Vale de Todos era una freguesia portuguesa del municipio de Ansião, distrito de Leiría.

## Historia
Fue suprimida el 28 de enero  de 2013, en aplicación de una resolución de la Asamblea de la República portuguesa promulgada el 16 de enero de 2013 al pasar a formar parte de la freguesia de  Ansião.